# Daewoo Tacuma
Daewoo Tacuma (nebo Rezzo, korejsky: 대우 레조) je kompaktní MPV, které vyráběl jihokorejský výrobce Daewoo. Bylo vyvíjeno pod kódovým označením U100, navrženo designérským studiem Pininfarina a založeno na původním modelu Daewoo Nubira J100.
Po ukončení značky Daewoo na většině exportních trhů byl tento vůz přeznačen na Chevrolet, přičemž si ponechal modelové jméno používané na daném trhu. Navíc bylo jméno Chevrolet Vivant zavedeno pro trhy v Singapuru, Vietnamu, Jižní Africe a Jižní Americe.

## Motorizace
Tacuma je vybavena řadovými čtyřválcovými motory Family 1 o objemu 1,6 litru nebo Family II o objemu 2,0 litru. Motor o objemu 1,8 litru byl nabízen do roku 2005. Vůz je dostupný s pětistupňovou manuální převodovkou nebo čtyřstupňovým automatem. Standardní verze Tacumy má pět míst k sezení, ale pro jihokorejský trh byla představena i sedmimístná verze. Maximální objem zavazadlového prostoru Tacumy činí 1425 litrů.
V Jižní Koreji se model jmenoval Daewoo Rezzo a byl nabízen s řadovými čtyřválcovými motory Family II o objemu 2,0 litru a motory 2.0L E-TEC SOHC na zkapalněný ropný plyn (LPG).
V Latinské Americe, Jižní Africe a Singapuru se prodával pod názvem Chevrolet Vivant a byl k dispozici s řadovým čtyřválcovým motorem 1.6L DOHC Family I E-TECH pouze s pětistupňovou manuální převodovkou a s motorem 2.0L DOHC Family II D-TECH pouze s automatickou převodovkou.

## Trhy
Ve Vietnamu společnost VIDAMCO vyráběla model Tacuma pod názvem „Chevrolet Vivant“ formou kompletní sady dílů (CKD – Complete Knock-Down) od ledna 2008 do prosince 2011.

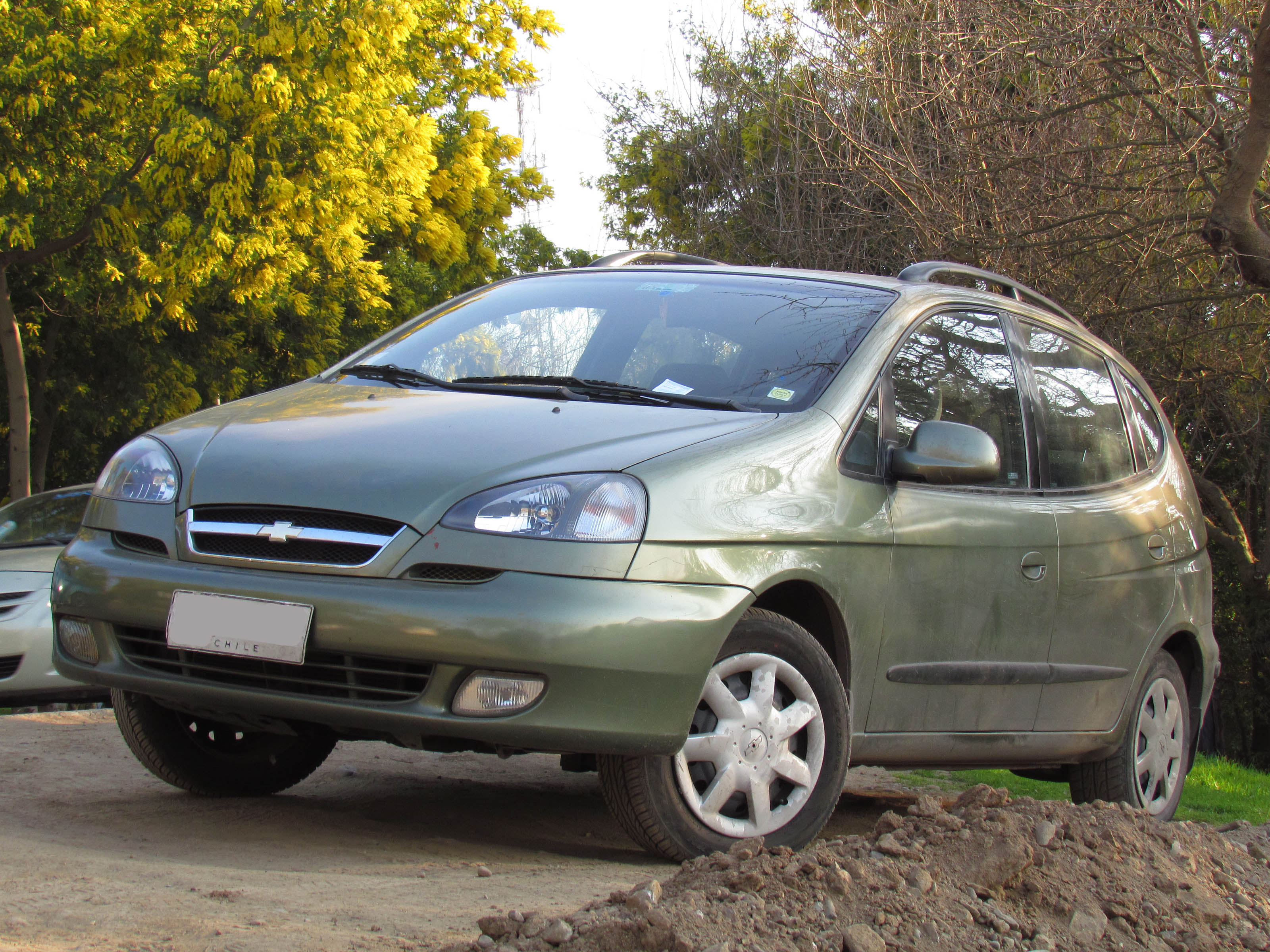
Chevrolet Vivant

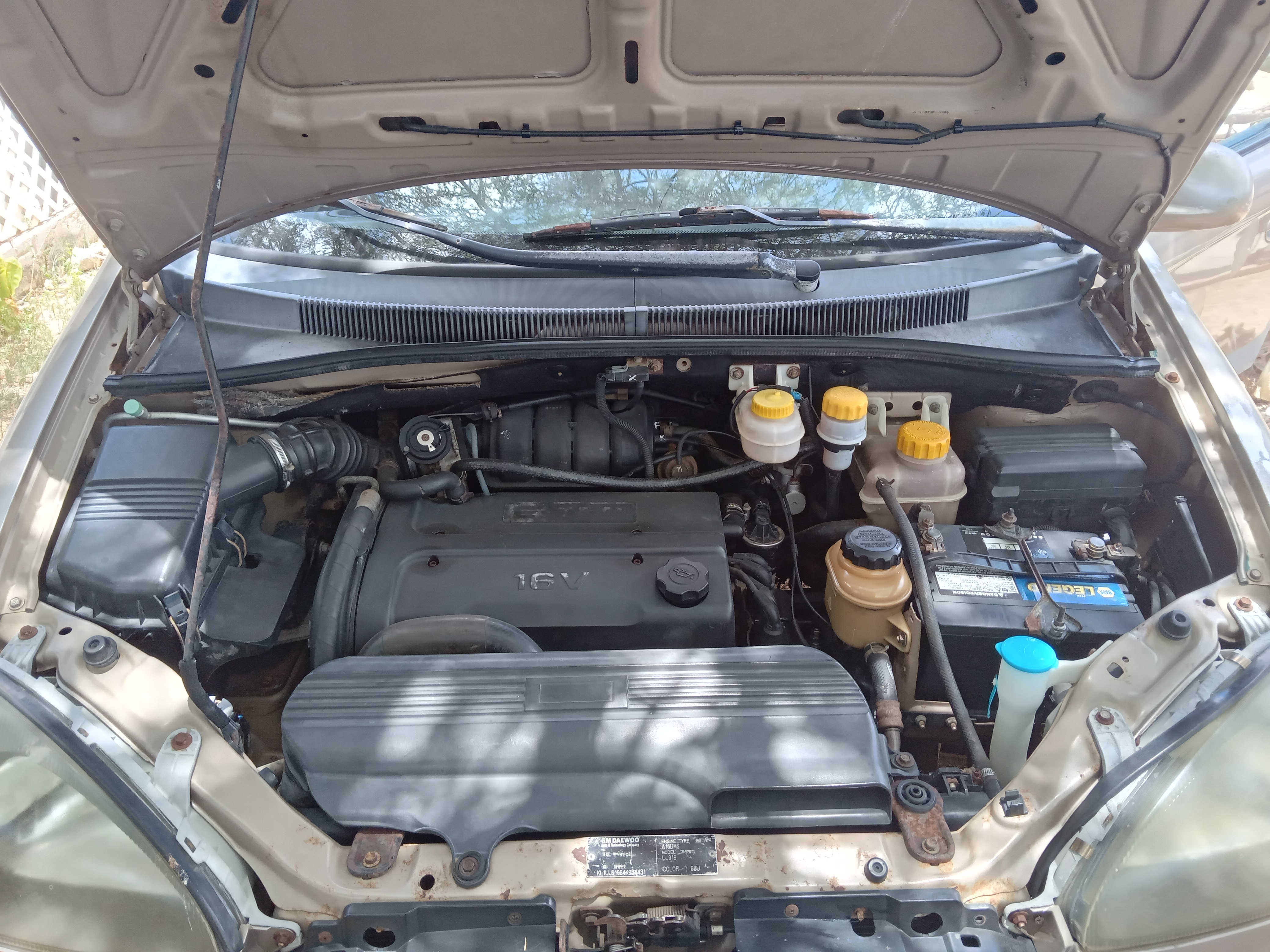
Motor 1.6L (DOHC) Chevrolet Vivant (LS)

## Koncepty vozidel
Sériový model Tacuma navazuje na koncepční vozy Daewoo Tacuma Style Concept a Daewoo Tacuma Sport Concept z roku 1999.